# Janina Ludwika Bauer-Gellert
Janina Ludwika Bauer-Gellert, ps. „Zosia” (ur. 23 kwietnia 1922 w Brasławiu, zm. 15 lipca 2021 w Warszawie) – polska lekarka, działaczka konspiracyjna.

## Życiorys
Była córką Jana Aleksandra Bauera i Marii z domu Ostyk-Narbutt. Jej ojciec został powołany 16 sierpnia 1939 do wojska jako lekarz, w randze majora, na stanowisko szefa szpitala wojskowego w Chełmie. Ewakuowany wraz ze szpitalem dostał się do niewoli sowieckiej. Internowany w obozie jenieckim w Kozielsku, został zamordowany przez NKWD w Katyniu między 5 a 11 kwietnia 1940.
W momencie wybuchu II wojny światowej Janina była w klasie maturalnej. Brała udział w obronie Warszawy, działała w Harcerskim Pogotowiu Wojennym, była telefonistką w Urzędzie Pocztowym przy ul. Nowogrodzkiej, a następnie łączniczką-gońcem. Pod koniec walk pełniła służbę sanitariuszki.
W maju 1940 na tajnych kompletach zdała maturę. Równolegle uczęszczała do konserwatorium muzycznego do klasy fortepianowej, dzięki czemu uzyskała ausweis (zaświadczenie o zatrudnieniu). Następnie w  1941 została studentką Prywatnej Szkoły Zawodowej dla Pomocniczego Personelu Sanitarnego doc. Jana Zaorskiego przy ul. Koszykowej 78. W tej działającej oficjalnie szkole funkcjonował też Tajny Wydział Lekarski Uniwersytetu Warszawskiego. Zajęcia praktyczne Bauerówna odbywała w Szpitalu Wolskim przy ul. Płockiej 26. Tam otrzymała angaż laborantki, uzyskując w ten sposób ausweis.
W konspiracji działała od listopada 1939, wprowadzona przez swoją matkę Marię, ps. „Renata”. W mieszkaniu Bauerów przy ul. Marszałkowskiej 4 m. 2 odbywały się pierwsze spotkania organizacyjne Komendy Głównej Służby Zwycięstwu Polski utworzonej przez gen. Michała Tokarzewskiego-Karaszewicza. Mieszkanie to było również lokalem „dziennego pobytu” gen. Tokarzewskiego i gen. „Grota” Roweckiego, popularnie zwanym „Kawiarenka” lub „Jak u mamy”.
Została zaprzysiężona w listopadzie 1939 przez „Basię” (Jadwigę Piekarską) i wcielona do służby wojskowej w Oddziale V Komendy Głównej (łączność) kolejno SZP, ZWZ i AK. 
W latach 1939–1944 Bauerówna i jej matka były łączniczkami Komendy Głównej ZWZ, a następnie Komendy Głównej AK. Po aresztowaniu gen. „Grota” Roweckiego w ich mieszkaniu odbywały się odprawy płk. „Nila” (August Emil Fieldorf). 
W lipcu 1944, przed wybuchem powstania warszawskiego, dostała przydział organizacyjny do Oddziału Vk (łączność konspiracyjna), Centrali Pocztowej Oddziału V (Poczta Główna) „Kundle”, gdzie podlegała „Bercie” (Janinie Sippko). Od wyjścia KG AK z Woli na Stare Miasto była w dyspozycji komendanta Okręgu Warszawskiego AK gen. „Montera” Antoniego Chruściela jako jego łączniczka z Komendą Główną AK. Pod koniec września, w czasie przenoszenia meldunku, odniosła obrażenia podczas eksplozji bomby u zbiegu ulic Koszykowej, Pięknej i Kruczej. Opatrzona w szpitalu polowym przy ul. Wilczej 27, powróciła do służby.
Po kapitulacji powstania otrzymała rozkaz wyjścia z ludnością cywilną i stawienia się do dalszej pracy konspiracyjnej w Częstochowie. Trafiła do obozu przejściowego w Pruszkowie, a następnie uciekła z transportu, wynosząc niewidomą matkę na plecach z wagonu, i przedostała się do Kielc, skąd dotarła do Częstochowy, gdzie rozpoczęła dalszą działalność konspiracyjną w odtwarzanej Komendzie Głównej AK, jako jedna z łączniczek gen. „Niedźwiadka” Leopolda Okulickiego. Od grudnia 1944 do stycznia 1945 pracowała w szpitalu polowym w Częstochowie. Po zajęciu Częstochowy przez Armię Czerwoną powróciła z matką do Warszawy.
Od marca 1945 kontynuowała studia na Wydziale Lekarskim Uniwersytetu Warszawskiego, uzyskując absolutorium w 1946. W latach 1947–1950 pracowała w oświacie sanitarnej jako prelegent. W 1947 prowadziła szczepienia ochronne przeciw durowi brzusznemu. W latach 1947–1948 odrabiała staż podyplomowy w Szpitalu Wolskim. Dyplom lekarza medycyny uzyskała w 1950.  W latach 1950–1952 pracowała w Warszawie jako lekarz – kierownik Ośrodka Zdrowia PKP Warszawa Odolany oraz w Instytucie Hematologii w Warszawie przy ul. Chocimskiej 5 jako kierownik działu Dawców i Pobierania Krwi. Po aresztowaniu jej matki otrzymała nakaz pracy w Szczecinie, pracowała przez wiele lat w Słupsku. Na początku lat 70. powróciła do Warszawy. 
W latach 1973–1996 pracowała w Warszawskim Zakładzie Ubezpieczeń Społecznych (oddziały I, II i IV) w różnym wymiarze godzin, na stanowiskach wojewódzkiego lekarza inspektora i lekarza inspektora do spraw Inwalidztwa i Zatrudnienia. W 1996 przeszła na emeryturę.
Była członkiem Komisji Zdrowia przy Zarządzie Głównym Inwalidów Wojennych RP, sekretarzem Koła Lekarzy i Medyków Powstania Warszawskiego 1944 r. przy Towarzystwie Lekarskim Warszawskim.
Od 2 kwietnia 1953 do 26 sierpnia 1971 (rozwód) była żoną lekarza Jana Gellerta (ur. 1924). Ich syn Ryszard Gellert, został także lekarzem.
Zmarła w Warszawie, pochowana na cmentarzu Wojskowym na Powązkach (kwatera D18 Kol lewe B-1-3).

## Ordery i odznaczenia
- Krzyż Oficerski Orderu Odrodzenia Polski (26 października 1983)
- Krzyż Kawalerski Orderu Odrodzenia Polski (4 maja 1970)
- Krzyż Srebrny Orderu Virtuti Militari (3 września 1944)
- Krzyż Walecznych (Londyn, 1949)
- Srebrny Krzyż Zasługi z Mieczami (Londyn, 1949)
- Medal Wojska (czterokrotnie)
- Krzyż Partyzancki (15 grudnia 1982)
- Warszawski Krzyż Powstańczy (29 lipca 1981)[8]
- Krzyż Armii Krajowej (Londyn, 28 sierpnia 1969)
- Medal za Warszawę 1939–1945 (1965)
- Odznaka „Weteran Walk o Wolność i Niepodległość Ojczyzny” (1 września 1999)[4]
- Odznaka pamiątkowa „Akcji Burza”
- Odznaka tytułu honorowego „Zasłużony Lekarz PRL” (15 marca 1989)
- Odznaka Honorowa PCK I stopnia (27 marca 1969)
- Odznaka „Za wzorową pracę w Służbie Zdrowia” (22 lipca 1961)
- Złota Odznaka honorowa „Za zasługi dla Warszawy” (16 grudnia 1985)
- Złota Odznaka „Zasłużony dla ubezpieczeń społecznych” (7 kwietnia 1982)
- Medal XX-lecia Instytutu Hematologii w Warszawie (2 czerwca 1971)

Źródło:.